# 国際通貨
国際通貨（こくさいつうか、英: world currency）は、国際取引や為替取引に使用される通貨。

## 歴史

### スペイン・ペソ（17 - 19世紀）

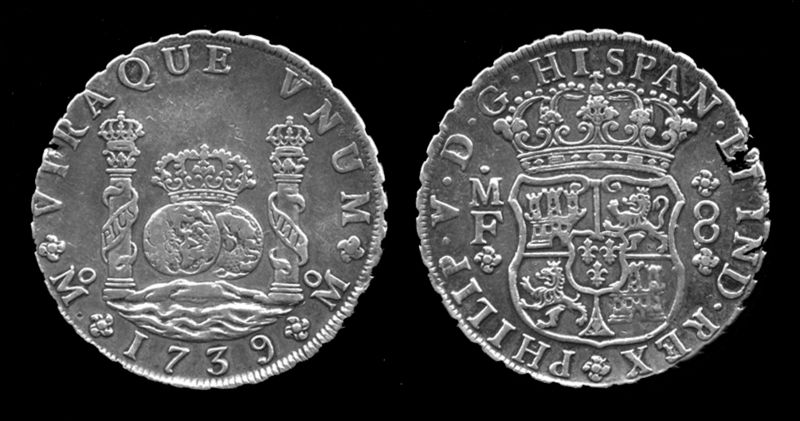
フェリペ5世のスペイン・ペソ銀貨 (1739年)

17世紀から18世紀にかけて、スペイン王国の通貨として8レアル銀貨を含むスペインペソが、西はアメリカ大陸のスペイン領へ、東はアジアへと使用されるようになり、世界初の国際通貨が形成された。これは世界におけるスペインの政治的・軍事的な優位性の他、大西洋と太平洋間を横断するスペインの交易網に加え、高純度に銀を含有する貨幣の品質もあった為で、約3世紀に亘って国際的に受け入れられるようになった。
太平洋地域のスペイン植民地であるフィリピン、グアム、ミクロネシアでは法定通貨となり、その後19世紀半ばまでは中国やその他の東南アジア諸国でも法定通貨となった。南北アメリカ大陸では、ブラジルを除く南アメリカと中央アメリカの全ての国と地域で法定通貨となった。
スペイン・ペソは、アメリカでは1857年に貨幣法が制定されるまで法定通貨であった。ヨーロッパでも多くの国で使用された。
1821年に独立したメキシコの通貨であるメキシコ・ペソと共に、スペイン・ペソは1860年代以降でもアメリカ大陸の多くの地域で使用され続けた。メキシコ・ペソ、アメリカ・ドル、カナダ・ドルの記号はペソ記号（ドル記号としても知られている）を使用しており、その起源をスペイン・ペソに遡る。

### 金本位制及び通貨同盟（19 - 20世紀）
19世紀以前を含め19世紀の半ばまで、国際貿易は金の重さを各通貨に換算して取引されていた。当時の殆どの国の通貨は、本質的には金の重さを測定する手段に過ぎなかった。その為、金が世界初の国際通貨とする説もある。第一次世界大戦頃に国際的な金本位制が崩壊した事は、世界貿易に大きな影響を与えた。
この金本位制とは別に、1860年代から1920年代にかけて幾つかの通貨同盟が存在した。その中でも特に有名なのがラテン通貨同盟で、フランス・フランに固定され、主にロマンス語圏のヨーロッパ諸国で使用されていた。また、スウェーデン・クローナに固定され、北欧諸国で使用されていたスカンディナヴィア通貨同盟も存在した。

### ネーデルラント・グルデン
ナポレオン戦争以前の基軸通貨はネーデルラントのギルダーであった。17世紀のオランダ、18〜19世紀のイギリス、20〜21世紀のアメリカは、その圧倒的な購買力とシーパワーにより経済覇権を握り、覇権国家の通貨が世界的な基軸通貨として受容された。

### イギリス・ポンド
1944年以前の基軸通貨はイギリスのスターリング・ポンドであった。二度の世界大戦を経てイギリスの海軍力、市場としての地位は低下し、アメリカに覇権を取って代わられることになった。

### アメリカ・ドル
1944年のブレトン・ウッズ協定以降、世界の為替レートはアメリカ・ドルに固定され、一定額の金（金塊）と交換出来るようになった。これにより世界通貨としてのアメリカ・ドルの優位性が強化された。1971年のニクソン・ショックを契機に固定相場制や金本位制が崩壊して変動相場制が導入されて以来、世界の多くの通貨はアメリカ・ドルに固定されなくなったが、アメリカは世界最大の経済大国である為、国際取引の多くがアメリカ・ドルで行なわれており、事実上の世界通貨である事に変わりはなかった。
しかし、2025年の第2次トランプ政権による孤立主義政策によって世界の脱ドル化が加速し、ドルの優位性が弱まることが指摘されている。

### ユーロ
1999年に登場したユーロはドイツ・マルクから国際通貨の地位を継承し、また銀行の外貨準備の多様化やユーロ圏の取引拡大に伴ない、存在感を高めようとしている。しかし、主要な通貨の地位にはあるものの、米ドルに匹敵する基軸通貨になるまでには至っておらず、2010年の39%をピークにその後は32%前後で低迷している。
アメリカ・ドルと同様に、世界にはユーロに対して連動している通貨もある。具体的には、ブルガリアのレフ等の東欧の通貨に加え、カーボベルデのエスクードやCFAフラン等の西アフリカの通貨がある。また、ヨーロッパにおいて、EU非加盟国でもアンドラ、モナコ、コソボ、モンテネグロ、サンマリノ、バチカンがユーロを採用している。
2006年12月の段階で、ユーロは流通する現金の総額でアメリカ・ドルを抜いた。流通していたユーロ紙幣の価値は6,100億ユーロ以上に上り、当時の為替レートでは8,000億ドルに相当する。

### ビットコイン
ビットコインは中央銀行や単一の管理者を持たない分散型のデジタル通貨であり、2008年にサトシ・ナカモトよってビットコインが発明され、2009年に使用が開始された。2021年にはエルサルバドル、2022年には中央アフリカがビットコインを法定通貨として採用している。

## 外国為替の決済高
国際取引や為替取引に使用される通貨は、国際決済銀行（BIS）が3年ごとに通貨別の外国為替決済高を公表しており、2022年に発表した統計によれば、外国為替決済高の上位通貨は下表の通りである（200%換算）。
| 順位 | 通貨                 | 取引額        | 世界シェア |
| ---- | -------------------- | ------------- | ---------- |
| 1    | アメリカ合衆国ドル   | 6兆6410億ドル | 88.5%      |
| 2    | ユーロ               | 2兆2930億ドル | 30.5%      |
| 3    | 日本円               | 1兆2530億ドル | 16.7%      |
| 4    | イギリス・ポンド     | 9690億ドル    | 12.9%      |
| 5    | 中国人民元           | 5260億ドル    | 7.0%       |
| 6    | オーストラリア・ドル | 4790億ドル    | 6.4%       |
| 7    | カナダドル           | 4660億ドル    | 6.2%       |
| 8    | スイス・フラン       | 3900億ドル    | 5.2%       |
| 9    | 香港ドル             | 1940億ドル    | 2.4%       |
| 10   | シンガポール・ドル   | 1830億ドル    | 2.2%       |

## ハード・カレンシー
管理通貨制度下にありながら十分な信用があり、額面価額通りの価値を広く認められ国際市場で、他国の通貨と容易に交換が可能な通貨のことをハード・カレンシー（英: hard currency）と呼ぶ。金本位制の時代に、いつでもハード（硬い金属の意、つまり「金」）な正貨と交換可能な通貨というのが語源である。ハード・カレンシー以外の通貨は、ソフト・カレンシー（英: soft currency）やローカル・カレンシー（英: local currency）と呼ばれる。
通貨が「ハードカレンシーであるための条件」として、以下の条件が挙げられる。
- 国際的に信用があること
- 発行国が多様な財を産出していること
- 国際的な銀行における取引が可能なこと
- あらゆる場所での換金が可能なこと

明確な基準は存在しないため、どこまでをハード・カレンシーに分類するかは、論者によって一定ではない。

## 基軸通貨
国際為替市場で中心に扱われる通貨のことを、基軸通貨（きじくつうか、英: key currency）と呼ぶ。

### 基軸通貨の条件
基軸通貨としての機能を果たすには以下の条件が必要とされている。
- 軍事的に指導的立場にあること（戦争によって国家が消滅したり壊滅的な打撃を受けない）
- 発行国が多様な物産を産出していること（いつでも望む財と交換できること）
- 通貨価値が安定していること
- 高度に発達した為替市場と金融・資本市場を持つこと
- 対外取引が容易なこと

### 基軸通貨の歴史
歴史的には、イギリス・ポンドやアメリカ・ドルが基軸通貨と呼ばれてきた。イギリス・ポンドは19世紀半ば以降、国際金融センターとしてのイギリスの強力な立場を背景に基軸通貨としての役割を担っていたが、第一次世界大戦で欧州各国は経済が疲弊し、逆にアメリカは戦争特需で経済が急成長したため、（正式ではないが）基軸通貨が機能面でイギリス・ポンドからアメリカ・ドルへと移った。
ブレトン・ウッズ協定から第二次世界大戦後は、アメリカがIMF体制の下で各国中央銀行に対してアメリカ・ドルの金兌換を約束したこと、およびアメリカ合衆国の経済力を背景にアメリカ・ドルが名実共に基軸通貨となった。欧州単一通貨・ユーロが将来的にアメリカ・ドルと並ぶ基軸通貨に成長するとの見方もあるが、2009年時点では対外取引の80%以上がアメリカ・ドルで行われていることから、実質的な基軸通貨としての地位は揺らいでいない（ユーロは約10%）。
ただし、アメリカの景気対策による財政赤字の拡大に伴い、中華人民共和国は基軸通貨としてのドルの安全への懸念を指摘、代わってSDRの使用範囲を拡大し、基軸通貨として人民元の役割を担わせる提案を行ない、2016年からSDRの構成通貨に人民元が加わった。
1SDRの価値は、2016年から2020年の期間では
- アメリカ・ドル 41.73%
- ユーロ 30.93%
- 人民元 10.92%
- 日本円 8.33%
- イギリス・ポンド 8.09%

である。
基軸通貨の発行国は、必然的に経常収支は赤字になる。基軸通貨である限り、経常収支の赤字額は発行国の利益になる。新興国の経済発展により基軸通貨の需要が増えた場合は、供給量が一定であれば基軸通貨の価値は上昇する。
2022年ロシアのウクライナ侵攻の制裁によってロシアがSWIFTから排除され、ロシア中央銀行が保有していた資産が凍結された。これを受けてBRICSを中心とする非西側諸国では、基軸通貨である米ドルの代替を模索する動きが広がっている。BRICSは域内貿易で脱ドル化を推進し、自国通貨による決済制度（BRICS PAY）の構築を目指している。